# Gary Goodridge
Gary Goodridge (* 17. Januar 1966 in Port of Spain) ist ein ehemaliger trinidadischer Kickboxer und Mixed-Martial-Arts-Kämpfer.

## Karriere
Er hat den Schwarzen Gürtel 3-dan in Kuk Sool Won und bestritt in seiner Karriere bisher unter anderem Kämpfe im K-1, UFC und für Pride FC. Er lebt und trainiert in Barrie (Ontario, Kanada).
Goodridge begann seine Kampfsportkarriere im Boxen, 1994 wurde er nationaler Boxmeister im Schwergewicht in Kanada.
Goodridge war 1997 1. IVC Turniersieger und 1996 UFC 8 Turnier Finalist. Im K-1 gewann er 2005 den World Grand Prix in Hawaii. 2005 und 2006 erreichte Gary Goodridge jeweils das Finale des K-1 World Grand Prix in Las Vegas.

## Titel
- 2006 K-1 World Grand Prix in Las Vegas, Finalist
- 2005 K-1 World GP in Hawaii Champion
- 2005 K-1 World Grand Prix in Las Vegas, Finalist
- 1997 1st I.V.C Tournament Champion
- 1996 UFC 8 Tournament, Finalist